# Neodythemis takamandensis
Neodythemis takamandensis is een libellensoort uit de familie van de korenbouten (Libellulidae), onderorde echte libellen (Anisoptera).
De soort staat op de Rode Lijst van de IUCN als kritiek, beoordelingsjaar 2008.
De wetenschappelijke naam Neodythemis takamandensis is voor het eerst geldig gepubliceerd in 2000 door Vick.